# Camponotus holosericeus
Camponotus holosericeus är en myrart som beskrevs av Carlo Emery 1889. Camponotus holosericeus ingår i släktet hästmyror, och familjen myror. Inga underarter finns listade.